# Sōmon

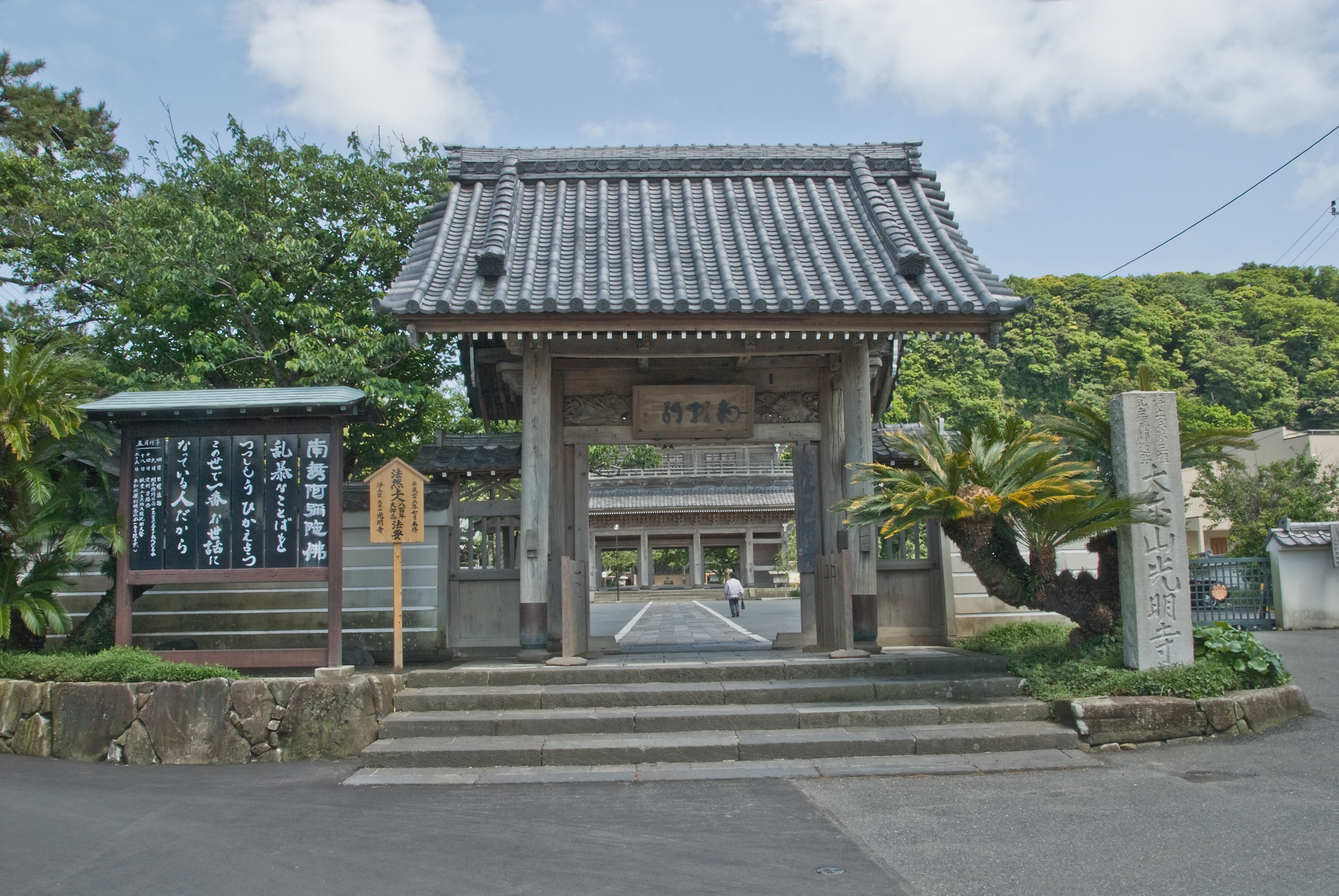
Un sōmon

Il sōmon (総門?, lett. "ingresso generale") è il cancello d'ingresso di un tempio buddista in Giappone. Precede spesso il sanmon più grande e più importante.